# 220
220 (CCXX na numeração romana) foi um ano bissexto do século III do Calendário Juliano, da Era de Cristo, teve início a um sábado  e terminou a um domingo, as suas letras dominicais foram B e A (52 semanas)
| Ano completo                      |
| --------------------------------- |
| Ano bissexto com início ao sábado |

## Eventos
- Período dos Três Reinos, na China (até 264).